# Фольгарія
Фольгарія, Фольґарія (італ. Folgaria, вен. Folgaria) — муніципалітет в Італії, у регіоні Трентіно-Альто-Адідже,  провінція Тренто.
Фольгарія розташована на відстані близько 460 км на північ від Рима, 18 км на південь від Тренто.
Населення — 3185 осіб (2014).
Щорічний фестиваль відбувається 10 серпня. Покровитель — Святий Лаврентій.

## Демографія
Населення за роками:

Станом на 1 січня 2023 року в муніципалітеті офіційно проживали 192 іноземці з 34 країн, серед них 103 громадяни країн Євросоюзу та 18 громадян України.

## Сусідні муніципалітети
- Безенелло
- Кальдонаццо
- Калліано
- Чента-Сан-Ніколо
- Лагі
- Ластебассе
- Лавароне
- Роверето
- Терраньйоло